# Volker Ronge

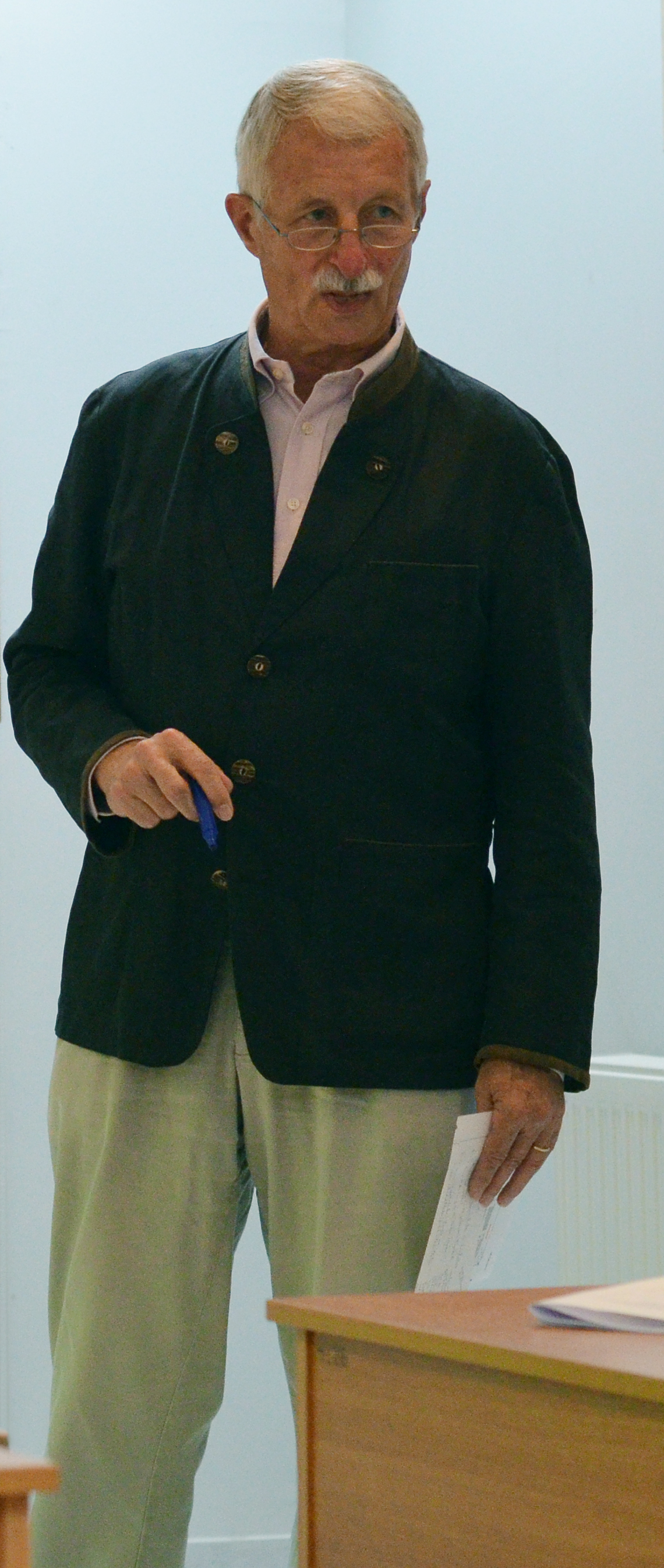
Volker Ronge, 2012

Volker Ronge (* 2. Februar 1943 in Guhrau, Landkreis Guhrau, Provinz Niederschlesien) ist ein deutscher Soziologe sowie Politik- und Rechtswissenschaftler.

## Leben
Volker Ronge, dessen Familie bei Kriegsende 1945 aus Guhrau vertrieben worden war, verbrachte seine Kindheit in Oldenburg. Nach seinem Abitur 1962 absolvierte er drei Jahre als Soldat auf Zeit und studierte anschließend ab 1965 Politik- und Rechtswissenschaft an der Freien Universität Berlin. Nach seinem Diplom in der Politikwissenschaft arbeitete er ab 1969 für drei Jahre am Forschungsprojekt „Politische Planung in der Bundesrepublik Deutschland“ der Deutschen Forschungsgemeinschaft unter Kurt Sontheimer mit.
1972 promovierte Ronge an der Universität Bremen und ging anschließend nach Starnberg, um als wissenschaftlicher Mitarbeiter am Max-Planck-Institut zur Erforschung der Lebensbedingungen der wissenschaftlich-technischen Welt unter Carl Friedrich von Weizsäcker und Jürgen Habermas zu arbeiten. 1976 habilitierte er sich an der Freien Universität Berlin in der Politikwissenschaft. 1979 wurde er Geschäftsführer am Münchner Meinungsforschungsinstitut Infratest.
1982 folgte Ronge einem Ruf der Bergischen Universität Wuppertal und wurde dort Professor für Allgemeine Soziologie mit dem Schwerpunkt „Makro-strukturelle Analyse der Gesellschaft“. Er war außerdem mehrere Jahre Dekan des Fachbereichs Gesellschaftswissenschaften. 1991 wurde er Prorektor für Planung und Finanzen und damit Teil der Hochschulleitung. 1999 wurde er als Nachfolger von Erich Hödl schließlich fünfter Rektor der Bergischen Universität und übergab dieses Amt 2008 an Lambert T. Koch.
Volker Ronge ist Ehrendoktor der Technischen Universität Košice, der Belarussischen Staatlichen Universität für Informatik und Radioelektronik in Minsk sowie der Baschkirischen Staatlichen Universität in Ufa.

## Auszeichnungen
- 2003: Goldene Schwebebahn der Stadt Wuppertal[3]

## Publikationen (Auswahl)
- (mit Günter Schmieg): Restriktionen politischer Planung. Athenäum-Fischer-Taschenbuch-Verl., Frankfurt am Main 1973, ISBN 3-8072-4025-X.
- Forschungspolitik als Strukturpolitik. Piper, München 1977, ISBN 3-492-02278-2.
- Die Gesellschaft an den Grenzen der Natur. Aufsätze zur politischen Ökologie. AJZ-Druck und Verl., Bielefeld 1978, ISBN 3-921680-12-3.
- Bankpolitik im Spätkapitalismus. Politische Selbstverwaltung des Kapitals? (= Starnberger Studien, Bd. 3). Suhrkamp, Frankfurt am Main 1979, ISBN 3-518-10996-0.
- Von drüben nach hüben. DDR-Bürger im Westen. Verl. 84, Hartmann und Petit, Wuppertal 1985, ISBN 3-924735-01-8.
- (mit Helmut Hopp): Stadtkultur - soziologisch betrachtet. Zum Beispiel Wuppertal. Verl. 84, Hartmann u. Petit, Wuppertal 1988, ISBN 3-924735-04-2.
- Die Einheit ist erst der Anfang. Soziologische Lehren aus der Übersiedlerbewegung für die deutsch-deutsche Integration. Verl. 84, Hartmann u. Petit, Wuppertal 1991, ISBN 3-924735-06-9.

- Werner Bruns / Volker Ronge (Hrsg.): Die Irritation der Gesellschaft durch den Lockdown 2021. Beltz Juventa, Weinheim 2022, ISBN 978-3-7799-6682-1.